# Галерија грбова Салвадора
Галерија грбова Салвадора обухвата актуелни Грб Салвадора, историјске грбове Салвадора и грбове департмана Салвадора.

## Актуелни Грб Салвадора
- Грб Салвадора
- Грб председника Салвадора

## Историјски  грбови  Салвадора
- Грб Уједињених Провинција Централне Америке (1823-1825)
- Грб Федералне Републике Централне Америке (1825-1841)
- Грб Конфедерације Централне Америке (1851-1853)
- Грб Републике Централне Америке (1895-1898)
- Грб Републике Салвадор (1865-1912)

## Грбови департмана Салвадора
- Грб департмана  Авачапан
- Грб департмана Кускатлан
- Грб департмана  Ла Либертад
- Грб департмана Моразан
- Грб департмана  Сан Мигел
- Грб департмана Сан Салвадор
- Грб департмана  Сан Висенте
- Грб департмана Санта Ана
- Грб департмана Усулутан